# Władysław Hieronim Sołtan
Władysław Hieronim Samuel Sołtan herbu Syrokomla odmienna (ur. 1824 w Użukrewnie, pow. wiłkomierskim, zm. 1900 w Prezmie) – komisarz województwa inflanckiego w powstaniu styczniowym, polski działacz narodowy i społeczny, ziemianin, filantrop, zesłaniec, ojciec Władysława Sołtana.

## Życiorys
Władysław Hieronim Samuel Sołtan urodził się w 1824 roku w Użukrewnie w pow. wiłkomierskim w majątku matki. Był synem polityka i działacza narodowego Stanisława Sołtana herbu Syrokomla i Konstancji z Toplickich. Po konfiskacie dóbr ojca Zdzięcioł w powiecie słonimskim rodzina przeniosła się do Mitawy. W 1842 roku ukończył gimnazjum w Mitawie. Studiował na wydziale kameralnym na Uniwersytecie Petersburskim. Ożenił się w 1848 ze swoją krewną Oktawią Sołtanówną i osiadł w Prezmie w majątku żony. Miał trzech synów i dwie córki.
W dniu świętego Jerzego w 1854 roku uwolnił od pańszczyzny i oczynszował chłopów w swoim majątku. W roku 1858 ufundował murowany kościół pod wezwaniem św. Szymona i Judy Tadeusza w Prezmie. Kościół wybudowano na fundamentach starego, drewnianego kościoła z 1781 roku. Utrzymywał ze swoich środków szkółkę elementarną, do której również uczęszczały łotewskie dzieci. Posiadał bogaty księgozbiór w swojej bibliotece. Wyjeżdżał za granicę, utrzymywał kontakty z Hotelem Lambert w Paryżu. Konferował z księciem Adamem Czartoryskim, księciem Witoldem Czartoryskim i hrabią Zamoyskim o sytuacji w ojczyźnie. Przeciwnik wybuchu powstania – uważał, że kraj nie jest przygotowany na zbrojne powstanie przeciw caratowi. W chwili wybuchu powstania styczniowego został komisarzem powstańczym województwa inflanckiego. Sołtan rekrutował do walki ludzi z różnych warstw społecznych. Wśród jego współpracowników był wójt gminy prezmeńskiej Stanisław Romańczuk, włościan Łotysz ze wsi Mamolnica, który wykonywał najniebezpieczniejsze rozkazy. Władze carskie trzykrotnie przeprowadziły rewizje w posiadłości Sołtana, ale nic nie znaleziono, aresztowano go 5 czerwca 1863 w Witebsku. Nie udało się udowodnić żadnego zarzutu, jednak na specjalne zarządzenie administracyjne Murawjowa został zesłany na Syberię. Na zesłaniu w Ufie przebywał od 1863 do 1866 roku. Dzięki wstawiennictwu  ks.Suworowa (przyjaciela Sołtana) zamieszkał w Wołochowie w guberni nowogródzkiej, potem w Twerze i Riazaniu, gdzie w 1871 zmarła jego żona. Po internowaniu w Rydze w 1875 wrócił do swojego majątku w Prezmie. Działał w Witebskim Towarzystwie Rolniczym. Opracował statystykę ludności na obszarze dawnych Inflant Polskich. Przez jakiś czas mieszkał w Rydze. Był prezesem Towarzystwa Dobroczynności w Rydze. Zmarł w 1900 roku w Prezmie i tam został pochowany.
List włościan prezmańskich (w oryginalnej pisowni) napisany do Władysława Sołana na wieść o jego uwięzieniu:
„Jasnie Wielmożny Panie, Gromada prezmeńska, czując swoje sierotstwo najczulej żegna swego dobrodzieja i prosi Boga o prędszy powrut a tym czasem przesyła przez niżej podpisanych gospodarzy swe ukłony z życzeniem zdrowia i wszelkiej pomyślności.Starszyna Jonik Mialdar, starosta Jonik Triawia, wsi Bykowników Mikil Dzień, Ignat Zacharewicz, Andrzej Triawia, wsi Uzuliszki Adam Slesar, Justyn Strod, Antonij Strot, Franka Wilium, Antoni Romanczuk, wieś Puzbary Piotra Romanowski, Stanisław Romanczuk, Anton Slesar, Juzef Romanowski, Antoni Ogrodnik. 14 sierpnia 1863 r.”